# بي بي 84
بي بي 84  تعد مخطط لتوزيع المفتاح الكمي الذي طوره تشارلز بينيت وغيليس براسارد في عام 1984، وهو أول بروتوكولفي التشفير كمي . يمكن إثبات أن البروتوكول آمن تحت التطبيق المثالي، ويشترط شرطان هما : (1) الخاصية الكمومية تمتاز في أن الحصول على المعلومات لا يعد ممكنا الا عن طريق تشويش الإشارة إذا كانت الحالتان اللتان يحاول المرء التمييز بينهما غير متعامدتين (القي نظرة على لا- نظرية الاستنساخ ) و (2) وجود قناة اعتياديه عامة موثوقة . يتم شرح بي بي 84 عادةً على أنها وسيلة لتوصيل مفتاح خاص بشكل آمن من طرف إلى آخر لاستخدامه في تشفير اللوحة لمرة واحدة . وكما ذكر مسبقًا يعتمد إثبات نجاح المخطط على التنفيذ المثالي.تتواجد الهجمات في القنوات الجانبية، بأستغلال كون مصادر المعلومات غير كمومية، وبما أن هذه المعلومات غير كمومية، فيمكن اعتراضها دون قياس أو استنساخ الجسيمات الكمومية، مما يسّهل الهجمات.

## الوصف

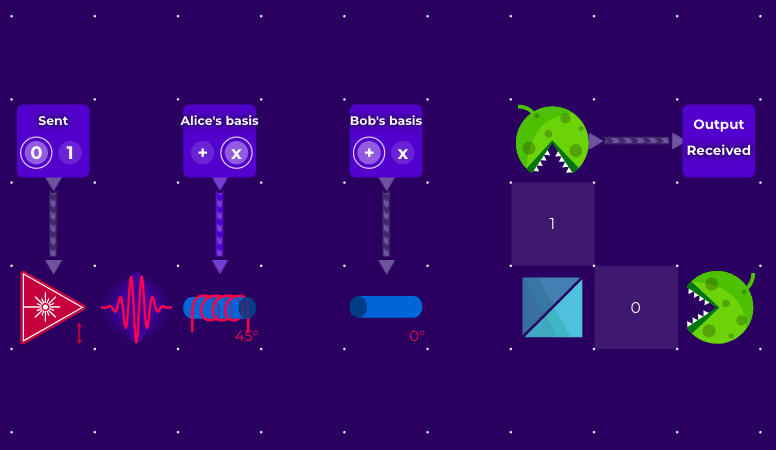
محاكاة تفاعلية للتطبيق البصري لبروتوكول توزيع المفتاح الكمي بي بي 84 في المختبر الافتراضي بواسطة Quantum Flytrap، متاحة على الإنترنت. في هذا الإعداد البصري، يتم تشفير البتات باستخدام حالات الاستقطاب المتعامد للفوتونات. يختار أليس وبوب قواعد القياس الخاصة بهما عن طريق تدوير الاستقطاب بمقدار 0 أو 45 درجة باستخدام دوارات فاراداي. تقوم كاشفات الفوتون الواحد بقياس المخرجات بعد مرور الفوتونات عبر مقسم شعاع الاستقطاب ، الذي يفصل الاستقطابات.

في مخطط بي بي 84 حين ترغب أليس في إرسال مفتاح خاص إلى بوب فهي تبدأ بسلسلتين من البتات {\displaystyle a} و {\displaystyle b} ويعد طولهما {\displaystyle n} ، ثم تقوم بتشفير جميع بتات السلسلتين بجداء الموتر على حدًا :
{\displaystyle |\psi \rangle =\bigotimes _{i=1}^{n}|\psi _{a_{i}b_{i}}\rangle ,}
حيث أن {\displaystyle a_{i}} و{\displaystyle b_{i}}   يعدان في حالة تغير وفق المتغير {\displaystyle i} في كلا سلستين من البتات {\displaystyle a} و {\displaystyle b}.
ناتج {\displaystyle a_{i}b_{i}} يقدم لنا فهرسًا لحالات الكيوبت الأربع التالية:
{\displaystyle |\psi _{00}\rangle =|0\rangle ,}
{\displaystyle |\psi _{10}\rangle =|1\rangle ,}
{\displaystyle |\psi _{01}\rangle =|+\rangle ={\frac {1}{\sqrt {2}}}|0\rangle +{\frac {1}{\sqrt {2}}}|1\rangle ,}
{\displaystyle |\psi _{11}\rangle =|-\rangle ={\frac {1}{\sqrt {2}}}|0\rangle -{\frac {1}{\sqrt {2}}}|1\rangle .}
من المهم معرفة أن البت {\displaystyle b_{i}} هي من تحدد أي أساس (سواء كان أساس الحساب او أساس هادامارد)  يتم تشفير البت {\displaystyle a_{i}} به , ذلك يجعل البتات الكيمومية في حالات غير متعامدة بينمها، وبالتالي من المستحيل تمييزها جميعًا بشكل مؤكد دون المعرفة المسبقة لـ {\displaystyle b} .
تقوم أليس بارسال {\displaystyle |\psi \rangle } عبر قناة كمومية عامة وموثقة إلى بوب (ترمز القناة بـ{\displaystyle {\mathcal {E}}}). بوب يتلقى الأساس {\displaystyle {\mathcal {E}}(\rho )={\mathcal {E}}(|\psi \rangle \langle \psi |)} حيث أن {\displaystyle {\mathcal {E}}} تمثل تأثير الضوضاء والتنصت من قبل طرف ثالث تسمى "إيف"، عد أن يتلقى بوب سلسلة البتات الكمومية، يكون لكل من بوب وإيف حالتهما الخاصة. وبالرغم من تكوين كلاهما للسلسلات الكمومية، يستحيل عليهما معرفة الأساس لكون أليس الوحيدة التي تعلم بـ{\displaystyle b}. أيضًا بعد أن حصل بوب على البتات الكمومية، نعلم أن لا يمكن لإيف أن تمتلك نسخة من البتات الكمومية المرسلة إلى بوب وذلك وفقًا لنظرية عدم الاستنساخ ، إلا إذا قامت بإجراء قراءات. وإن قامت إيف باجراء قراءات فإنها تخاطر بتشويش بت كمي معين باحتمالية ½  إذا اخطأت توقع الأساس.
يشرع بوب في إنشاء سلسلة من البتات العشوائية ترمز الى {\displaystyle b'} يتشرط كون طولها مثل طول {\displaystyle b} ثثم يقرأ البتات الكوميمة التي تلقاها من أليس مما ينتج على سلسلة البتات {\displaystyle a'} . في هذه المرحلة، يقوم بوب بالإعلان بكونه تلقى رسالة أليس. تعلم أليس بعد ذلك أنها تستطيع الإعلان بأمان عن {\displaystyle b} (أي الأساس التي تم إعداد البتات الكمومية بها). يتواصل بوب عبر قناة عامة مع أليس لتحديد أي من {\displaystyle b_{i}} و {\displaystyle b'_{i}} لم يتطابق. بعد ذلك يقوم كلا من بوب وأليس بحذف البتات المتواجده في {\displaystyle a} و {\displaystyle a'} باتباع مالم يكن متطابقا في  {\displaystyle b} و {\displaystyle b'}.
بواقي البتات التي تطابقت قراءات كلا من أليس وبوب على نفس الأساس يرمز بـ{\displaystyle k}، ستقوم أليس بالإختيار عشوائيًا النصف من المتطابق ({\displaystyle k/2}) وتكشف عن اختياراتها عبر القناة العامة. يعلن كل من أليس وبوب عن هذه البتات علنًا ويقومان بإجراء فحص لمعرفة ما إذا كان أكثر من عدد معين منهم يوافقون على ذلك. إذا نجح هذا الفحص، يشرع أليس وبوب في استخدام تقنيات تسوية المعلومات وتضخيم الخصوصية لإنشاء عدد من المفاتيح السرية المشتركة. إنشاء عدد من المفاتيح السرية المشتركة. إذا لم ينجح الفحص فإنهم يلغون العملية ويعيدون البدء من جديد.